# دوروثي دونبار
دوروثي دونبار (بالإنجليزية: Dorothy Dunbar)‏ هي نجمة اجتماعية وممثلة أمريكية، ولدت في 28 مايو 1902 في كريبل كريك في الولايات المتحدة، وتوفيت في 23 أكتوبر 1992 في سياتل في الولايات المتحدة.

## وصلات خارجية
- دوروثي دونبار على موقع IMDb (الإنجليزية)
- دوروثي دونبار على موقع قاعدة بيانات برودواي على الإنترنت (الإنجليزية)
- دوروثي دونبار على موقع قاعدة بيانات الفيلم (الإنجليزية)